# 蜜囊韭
蜜囊韭（学名：Allium subtilissimum）是葱科葱属的植物。分布于中国大陆的新疆自治区等地，生长于海拔1,200米至2,200米的地区，常生于干旱山坡和砂石荒漠，目前已由人工引种栽培。